# Kueng Caputo
Sarah Kueng (* 1981) und Lovis Caputo (* 1979) bilden seit 2007 das Produktdesignerinnen- und Künstlerinnenduo Kueng Caputo.
Sarah Kueng und Lovis Caputo studierten an der Zürcher Hochschule der Künste im Fachbereich Industrial Design. Während der Studienzeit entstand 2006 ihr erstes gemeinsames Projekt «Hosting a Guest». Ein 72-Stunden-Hotel im Güterbahnhof Zürch – verschaffte den Studentinnen eine Einladung an die Mailänder Möbelmesse, wo sie 2007 die Installation «Five-Stars Cardboard» schufen.
2009 erhielten Kueng Caputo ihren ersten Designerpreis des Bundesamtes für Kultur (BAK). Mit der Auszeichnung war ein einjähriger Atelieraufenthalt in New York verbunden. In New York gingen sie eine Kollaboration mit der dort ansässigen Galerie Salon 94 ein, die Kueng Caputo seither vertritt und ihnen den Eintritt in den Galeriemarkt ebnete.
Kueng Caputo wurden 2020 mit dem Schweizer Grand Prix Design ausgezeichnet. 2021 gestalteten sie alle Schaufenster für die Schweizer Globus-Filialen. Zudem konnten sie im Museum für Gestaltung Zürich einen Raum in der Ausstellung «6 Zimmer x 6 Positionen» gestalten.
2020/2021 lehrten sie als Gastdozentinnen an der École polytechnique fédérale de Lausanne (EPFL) im Masterstudiengang Architektur, Fach Entwurf.